# Monmouthi vár
Monmouth vára (angolul: Monmouth Castle) a városközpont melletti, a Monnow folyó fölé emelkedő dombon épült ki. Egykoron jelentős szerepe volt az angol-walesi határ védelmében. Itt született V. Henrik angol király. Az angol polgárháborúban jelentős károkat szenvedett, nem erősítették meg újra. 1647-ben részlegesen megomlott, területén épült fel a Great Castle House. A vár I kategóriás műemlék épület (British Listed Building).

## Története

### Korai normann vár
Rögtön a normann hódítások után, Vilmos három bizalmasát Hugh d’Avranches-t,  Roger de Montgomeriet és William FitzOsbernt nevezte ki Chester, Shrewsbury és Hereford grófjaivá. A grófságok feladata a walesi-angol határ védelme volt, illetve kiindulópontul szolgáltak a Wales leigázására indított hadjáratoknak. A következő négy évszázadban a normann urak kisebb őrgrófságokat (Marcher Lord) alakítottak ki a Dee és a Severn folyó között, valamint távolabb, nyugatabbra. A Normandiából és más vidékekről érkező katonák apránként foglaltak el walesi területeket és erősítették meg azokat, azáltal, hogy az elfoglalt földeket támogatóik között osztották fel.
William FitzOsbern 1066 és 1069 között alapította meg Monmouth várát a chepstowi vár ellenpólusaként. A Monnow és a Wye folyók torkolata fölé magasodó dombon épült fel. Eredetileg egy földvár volt, palánk megerősítéssel. A vár neve feltűnik a Domesday Bookban is. Kezdetben Monmouth tipikus védővára volt a walesi határvidéknek. Egy őrgróf birtokolta, akárcsak a szomszédos Grosmont, Skenfrith és Abergavenny várait. A fa építményt 1150 előtt alakították át kő várrá. Tornya a chepstowi váréra hasonlított, amely egy másik FitzOsbern erőd volt, a Wye folyásának alsó szakaszán.

## Kibővítése és későbbi története
Miután rövid ideig Simon de Montfort, Leicester 6. grófja birtokolta, a vár Edmund Crouchback, Lancaster grófjának, III. Henrik fiának kezébe került 1267-ben. Átalakította a várat, megépíttette csarnokát és rezidenciájául választotta. A várat Henry of Grosmont, Lancaster 1. hercege is korszerűsítette. Ebben az időszakban szerelték be a torony nagy és dekoratív ablakait, ugyanekkor kapott új tetőszerkezetet. A vár lábainál kialakuló település miatt a védműveket városfalakkal egészítették ki, illetve egy híd megépítésével a Monnow fölött. Rövid ideig a várban raboskodott III. Eduárd angol király, mielőtt átszállították volna Berkleybe, ahol a későbbiekben elhunyt. A vár IV. Henrik kedvenc tartózkodási helye volt. Itt született 1387-ben V. Henrik.
Owain Glyndŵr lázadása nem volt közvetlen hatással a vár és az alatta fekvő város életére. Mivel a vidék erődítményének számított, a walesi lázadók figyelme inkább a könnyebb célpontok felé irányult. A következő évszázadokban a motte&bailey típusú vár védelmi szerepe fokozatosan lecsökkent, udvarában a fő szerepet a piac vette át (ma Agincourt tér). A 16. században, amikor Monmouth megyeszékhellyé vált, a bíróság költözött falai közé.
Az angol polgárháború idején a vár háromszor cserélt gazdát, míg végül a parlamentáriusok szerezték meg 1645-ben. Amikor Oliver Cromwell 1646-ban ide látogatott, úgy határozott, hogy a várat meg kell gyengíteni megelőzendő jövendőbeli katonai felhasználását. A kerek tornyot 1647. március 30-án ostromolták meg és össze is omlott. A helyén 1673-ban épült fel a Great Castle House, Henry Somerset, Beaufort 1. hercege megbízásából.
Napjainkban csak néhány rész áll meg, többek között a nagy torony és a csarnok, valamint falainak egyes részei. 1875-ben a Royal Monmouthshire Royal Engineers ezrede költözött be a várba. Napjainkban egyike azon középkori brit váraknak, amelyeket a katonaság használ. Az egykori istállóban rendezték be az ezred múzeumát.

## Fordítás
- Ez a szócikk részben vagy egészben  a   Monmouth Castle című angol Wikipédia-szócikk ezen változatának fordításán alapul.  Az eredeti cikk szerkesztőit annak laptörténete sorolja fel. Ez a jelzés csupán a megfogalmazás eredetét és a szerzői jogokat jelzi, nem szolgál a cikkben szereplő információk forrásmegjelöléseként.